# Nival
Nival là một nhà phát triển game độc lập của Nga. Nival có trụ sở tại Moskva và được thành lập bởi cựu binh trong ngành công nghiệp game của Nga là Sergey Orlovskiy, hiện đang giữ vai trò là Giám đốc điều hành công ty. Với các văn phòng tại Hallandale, Florida.; Kiev, Ukraina; Minsk, Belarus và St. Petersburg, Nga, Nival hiện có hơn 200 nhân viên và bốn studio phát triển.

## Lịch sử

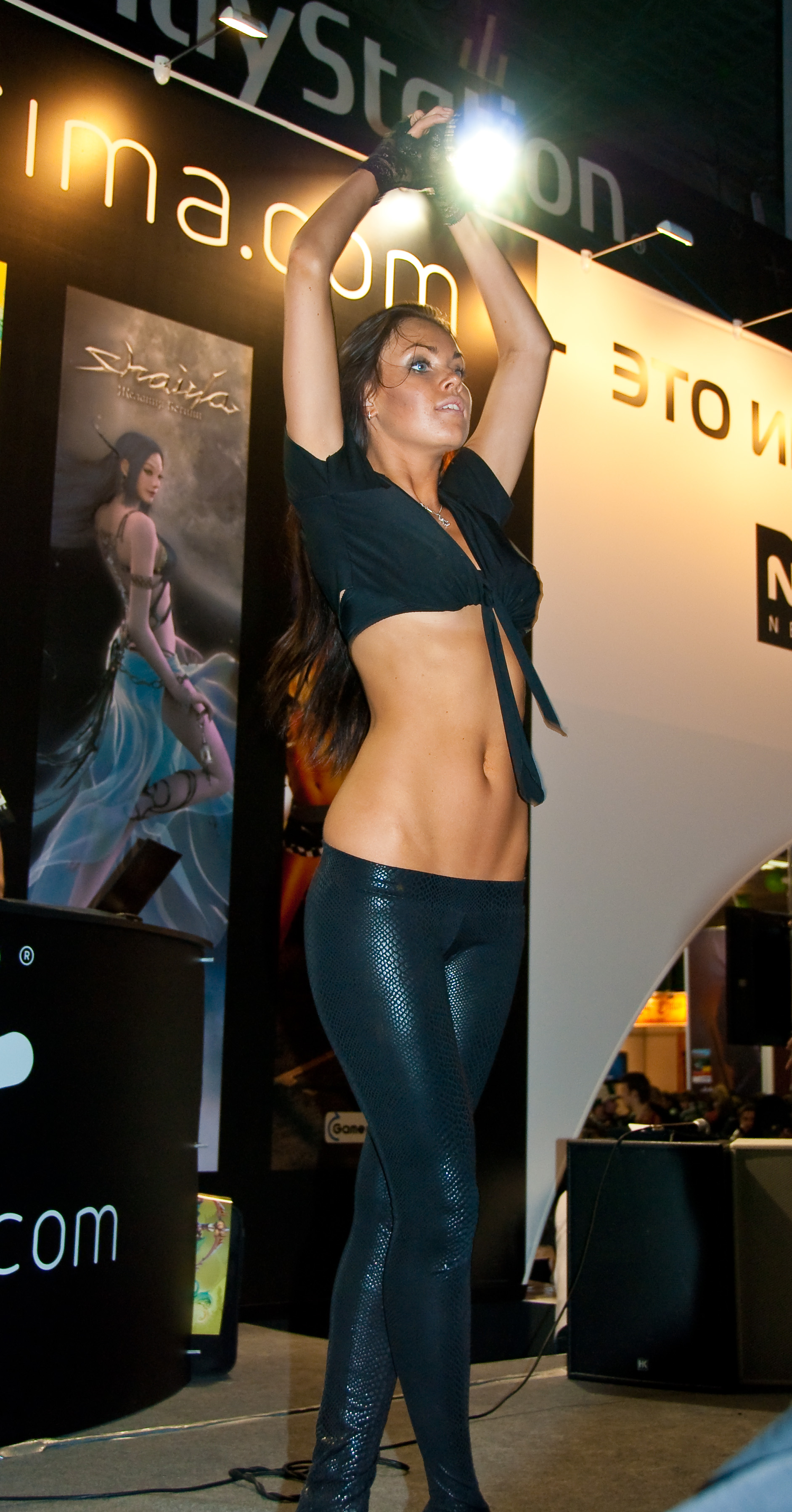
Quảng cáo tại IgroMir năm 2009

Công ty được thành lập vào năm 1996 với tên gọi Nival Interactive và trở nên nổi tiếng như nhà phát triển của một số dòng game chiến lược và nhập vai đạt được nhiều thành công gồm Rage of Mages (còn gọi là Allods ở Nga), Blitzkrieg và Etherlords. Nival còn tham gia vào quá trình phát triển Heroes of Might and Magic V và hai tiện ích do hãng Ubisoft phát hành.
Nival bắt đầu tự xuất bản những game của riêng mình vào năm 2005. Cùng lúc đó chữ "Interactive" đã bị bỏ bớt khỏi tên của công ty chỉ còn lại "Nival". Những nhà tài chính và phát triển bên ngoài của Nival gồm KranX Productions, nhà sáng tạo trò King's Bounty: Legions và Bytex, nhà phát triển của Berserk Online.
Đầu năm 2005, một phần của Nival hoạt động dưới cái tên Nival Interactive đã được mua lại bởi Ener1 Group, một công ty cổ phần có trụ sở tại Florida với giá khoảng 10 triệu USD. Ngày 30 tháng 11 năm 2007, Sergey Orlovskiy đã giành lại quyền kiểm soát Nival Interactive. Đến đầu năm 2010, một phần khác của Nival là Astrum Nival đã được cổng thông tin lớn nhất của Nga là Mail.Ru mua lại với giá hơn 100 triệu USD, trở thành một phần của Astrum Online Entertainment. Hiện nay các studio phát triển nội bộ của Nival đều tập trung vào các dự án trên PC và điện thoại di động.

## Game
- Rage of Mages (1998) 
  - Rage of Mages II: Necromancer (1999)
- Evil Islands: Curse of the Lost Soul (CIS 2000, EU & USA 2001)
- Etherlords (2001)
  - Etherlords II (2003)
- Blitzkrieg (2003)
  - Blitzkrieg 2 (2005)
- Silent Storm (2003)
  - Silent Storm: Sentinels (2004)
- Hammer & Sickle (Nga 2005, Mỹ 2005)
- Night Watch (Nga 2005, Mỹ 2006)
- Heroes of Might and Magic V (18 tháng 5 năm 2006)
  - Heroes of Might and Magic V: Hammers of Fate (Tháng 11, 2006)
  - Heroes of Might and Magic V: Tribes of the East (Tháng 10, 2007)
- Allods Online (Tháng 10, 2009)
- King's Bounty: Legions (Tháng 8, 2011)
- Emaki (Mùa hè 2012)
- Prime World (Nga tháng 3 năm 2012, Thổ Nhĩ Kỳ tháng 10 năm 2012, Mỹ TBA 2013)
- Prime World: Alchemy[2] (Tháng 12, 2012)
- Prime World: Defenders (Tháng 6, 2013)